# Ghana na Letnich Igrzyskach Olimpijskich 1992
Ghanę na Letnich Igrzyskach Olimpijskich 1992 reprezentowało 34 zawodników: 32 mężczyzn i 2 kobiety. Był to 8. start reprezentacji Ghany na letnich igrzyskach olimpijskich.

## Zdobyte medale
| Medal | Zawodnik | Dyscyplina  | Konkurencja      | Rezultat                                              |
| ----- | --- | ----------- | ---------------- | ----------------------------------------------------- |
| Brąz  | Joachim Yaw Acheampong, Simon Addo, Sammi Adjei, Mamood Amadu, Frank Amankwah, Bernard Aryee, Isaac Asare, Kwame Ayew, Mohamed Gargo, Ibrahim Dossey, Mohamed Dramani Kalilu, Maxwell Konadu, Samuel Kuffour, Samuel Ablade Kumah, Nii Lamptey, Anthony Mensah, Alex Nyarko, Yaw Preko, Shamo Quaye, Oli Rahman | Piłka nożna | turniej mężczyzn | w meczu o brązowy medal pokonali zespół Australii 1:0 |

## Skład kadry

### Boks
Mężczyźni
- Stephen Ahialey waga papierowa do 48 kg – 9. miejsce,
- Alex Baba waga musza do 52 kg – 17. miejsce,
- Dong Seidu waga lekkopółśrednia do 63,5 kg – 17. miejsce,
- Joseph Laryea waga średnia do 75 kg – 17. miejsce,

### Lekkoatletyka
Mężczyźni
- Emmanuel Tuffour

bieg na 100 m – odpadł w półfinale,
bieg na 200 m - odpadł w półfinale,
- John Myles-Mills – bieg na 100 m – odpadł w ćwierćfinale,
- Eric Akogyiram – bieg na 100 m – odpadł w ćwierćfinale,
- Nelson Boateng – bieg na 200 m – odpadł w ćwierćfinale,
- Solomon Amegatcher - bieg na 400 m – nie ukończył biegu ćwierćfinałowego,
- Tim Hesse – bieg na 400 m – odpadł w eliminacjach,
- Kennedy Osei – bieg na 800 m – odpadł w półfinale,
- John Myles-Mills, Eric Akogyiram, Emmanuel Tuffour, Nelson Boateng – sztafeta 4 × 100 m – odpadli w półfinale,
- Francis DoDoo – trójskok – nie sklasyfikowany (nie zaliczył żadnej udanej próby),

### Piłka nożna
- Joachim Yaw Acheampong, Simon Addo, Sammi Adjei, Mamood Amadu, Frank Amankwah, Bernard Aryee, Isaac Asare, Kwame Ayew, Mohamed Gargo, Ibrahim Dossey, Mohamed Dramani Kalilu, Maxwell Konadu, Samuel Kuffour, Samuel Ablade Kumah, Nii Lamptey, Anthony Mensah, Alex Nyarko, Yaw Preko, Shamo Quaye, Oli Rahman – 3. miejsce,

### Tenis stołowy
Kobiety
- Helen Amankwaa – gra pojedyncza – 49. miejsce,
- Patience Opokua – gra pojedyncza – 49. miejsce,
- Helen Amankwaa, Patience Opokua – gra podwójna – 25. miejsce,